# منزانو (نیو مکزیکو)
منزانو (به انگلیسی: Manzano) یک منطقهٔ مسکونی در ایالات متحده آمریکا است که در شهرستان تارنس، نیومکزیکو واقع شده‌است. منزانو ۴٫۴ کیلومتر مربع مساحت و ۵۴ نفر جمعیت دارد و ۲٬۰۹۱ متر بالاتر از سطح دریا واقع شده‌است.